# Baloise Ladies Tour 2021
La 7e édition du Baloise Ladies Tour a lieu du 8 juillet au 11 juillet 2021. La course fait partie du calendrier UCI féminin en catégorie 2.1. 
Lisa Klein gagne le prologue. Le lendemain, l'échappée se dispute la victoire. Mischa Bredewold  s'impose et s'empare de la tête du classement général. Charlotte Kool est la plus rapide de l'étape 2a. Le contre-la-montre est remporté par Lisa Klein. Elle redevient leader. La dernière étape est gagnée par Lonneke Uneken. Au classement général, Lisa Klein devance Mieke Kröger et Anna Henderson. Lonneke Uneken gagne le classement par points de justesse.  Elisa Balsamo est la meilleure sprinteuse, Mischa Bredewold la meilleure jeune et meilleure Néerlandaise, Ann-Sophie Duyck la meilleure Belge.

## Parcours
Le parcours est globalement plat. Les contre-la-montres doivent définir le classement général.

## Équipes
| UCI Women's WorldTeams (3)- Canyon-SRAM Racing - Movistar Team - SD Worx Équipes féminines continentales (14)- BePink - Bingoal Casino-Chevalmeire - Hitec Products - Doltcini-Van Eyck Sport-Proximus - GT Krush Tunap - Jumbo-Visma - Lviv Cycling Team - Memorial Santos-Saddledrunk - Multum Accountants - NXTG Racing - Parkhotel Valkenburg - Plantur-Pura - Rupelcleaning-Champion lubricants - Stade Rochelais Charente-Maritime Women Cycling Équipe nationale- Italie Équipe féminines amateur (5)- Bert containers-Pauwels Sauzen - Isorex - Keukens Redant - Proximus-Alphamotorhomes - S-bikes Bodhi Équipe régionale et de club- Centre mondial du Cyclisme |
| |

## Étapes
| Étape        | Date      | Villes étapes               | type                        | Distance (km) | Vainqueur d'étape | Leader du classement général |
| ------------ | --------- | --------------------------- | --------------------------- | ------------- | ----------------- | ---------------------------- |
| Prologue     | 8 juill.  | Utrecht – Utrecht           | prologue                    | 3,8           | Lisa Klein        | Lisa Klein                   |
| 1re étape    | 9 juill.  | Eeklo – Eeklo               | étape de plaine             | 115,6         | Mischa Bredewold  | Mischa Bredewold             |
| 2e étape (A) | 10 juill. | Cadzand – Knocke-Heyst      | étape de plaine             | 84,1          | Charlotte Kool    | Mischa Bredewold             |
| 2e étape (B) | 10 juill. | Knocke-Heyst – Knocke-Heyst | contre-la-montre individuel | 7,6           | Lisa Klein        | Lisa Klein                   |
| 3e étape     | 11 juill. | Zulte – Zulte               | étape de plaine             | 121,1         | Lonneke Uneken    | Lisa Klein                   |

## Déroulement de la course

### Prologue
Lisa Klein gagne le prologue.
| \| Classement de l'étape \| Classement de l'étape \| Classement de l'étape \| Classement de l'étape \| Classement de l'étape \| \| Coureuse \| Coureuse \| Pays \| Équipe \| Temps \| \| --------------------- \| --------------------- \| --------------------- \| ---------------------- \| --------------------- \| \| 1re \| Lisa Klein \| Allemagne \| Canyon-SRAM Racing \| 5 min 11 s \| \| 2e \| Anna Henderson \| Royaume-Uni \| Jumbo-Visma Women Team \| + 2 s \| \| 3e \| Hannah Ludwig \| Allemagne \| Canyon-SRAM Racing \| + 8 s \| \| 4e \| Mieke Kröger \| Allemagne \| Coop-Hitec Products \| + 9 s \| \| 5e \| Lieke Nooijen \| Pays-Bas \| Parkhotel Valkenburg \| + 11 s \| \| 6e \| Amber van der Hulst \| Pays-Bas \| Parkhotel Valkenburg \| + 11 s \| \| 7e \| Alice Barnes \| Royaume-Uni \| Canyon-SRAM Racing \| + 12 s \| \| 8e \| Katarzyna Niewiadoma \| Pologne \| Canyon-SRAM Racing \| + 12 s \| \| 9e \| Lonneke Uneken \| Pays-Bas \| SD Worx \| + 12 s \| \| 10e \| Karol-Ann Canuel \| Canada \| SD Worx \| + 12 s \| |                      |             |                        |            |
| |                      |             |                        |            |
| Source : ProCyclingStats |                      |             |                        |            |
| Classement de l'étape |                      |             |                        |            |
| Coureuse | Coureuse             | Pays        | Équipe                 | Temps      |
| 1re | Lisa Klein           | Allemagne   | Canyon-SRAM Racing     | 5 min 11 s |
| 2e | Anna Henderson       | Royaume-Uni | Jumbo-Visma Women Team | + 2 s      |
| 3e | Hannah Ludwig        | Allemagne   | Canyon-SRAM Racing     | + 8 s      |
| 4e | Mieke Kröger         | Allemagne   | Coop-Hitec Products    | + 9 s      |
| 5e | Lieke Nooijen        | Pays-Bas    | Parkhotel Valkenburg   | + 11 s     |
| 6e | Amber van der Hulst  | Pays-Bas    | Parkhotel Valkenburg   | + 11 s     |
| 7e | Alice Barnes         | Royaume-Uni | Canyon-SRAM Racing     | + 12 s     |
| 8e | Katarzyna Niewiadoma | Pologne     | Canyon-SRAM Racing     | + 12 s     |
| 9e | Lonneke Uneken       | Pays-Bas    | SD Worx                | + 12 s     |
| 10e | Karol-Ann Canuel     | Canada      | SD Worx                | + 12 s     |

| \| Classement général \| Classement général \| Classement général \| Classement général \| Classement général \| \| Coureuse \| Coureuse \| Pays \| Équipe \| Temps \| \| ------------------ \| -------------------- \| ------------------ \| ---------------------- \| ------------------ \| \| 1re \| Lisa Klein \| Allemagne \| Canyon-SRAM Racing \| 5 min 11 s \| \| 2e \| Anna Henderson \| Royaume-Uni \| Jumbo-Visma Women Team \| + 2 s \| \| 3e \| Hannah Ludwig \| Allemagne \| Canyon-SRAM Racing \| + 8 s \| \| 4e \| Mieke Kröger \| Allemagne \| Coop-Hitec Products \| + 9 s \| \| 5e \| Lieke Nooijen \| Pays-Bas \| Parkhotel Valkenburg \| + 11 s \| \| 6e \| Amber van der Hulst \| Pays-Bas \| Parkhotel Valkenburg \| + 11 s \| \| 7e \| Alice Barnes \| Royaume-Uni \| Canyon-SRAM Racing \| + 12 s \| \| 8e \| Katarzyna Niewiadoma \| Pologne \| Canyon-SRAM Racing \| + 12 s \| \| 9e \| Lonneke Uneken \| Pays-Bas \| SD Worx \| + 12 s \| \| 10e \| Karol-Ann Canuel \| Canada \| SD Worx \| + 12 s \| |                      |             |                        |            |
| |                      |             |                        |            |
| Source : ProCyclingStats |                      |             |                        |            |
| Classement général |                      |             |                        |            |
| Coureuse | Coureuse             | Pays        | Équipe                 | Temps      |
| 1re | Lisa Klein           | Allemagne   | Canyon-SRAM Racing     | 5 min 11 s |
| 2e | Anna Henderson       | Royaume-Uni | Jumbo-Visma Women Team | + 2 s      |
| 3e | Hannah Ludwig        | Allemagne   | Canyon-SRAM Racing     | + 8 s      |
| 4e | Mieke Kröger         | Allemagne   | Coop-Hitec Products    | + 9 s      |
| 5e | Lieke Nooijen        | Pays-Bas    | Parkhotel Valkenburg   | + 11 s     |
| 6e | Amber van der Hulst  | Pays-Bas    | Parkhotel Valkenburg   | + 11 s     |
| 7e | Alice Barnes         | Royaume-Uni | Canyon-SRAM Racing     | + 12 s     |
| 8e | Katarzyna Niewiadoma | Pologne     | Canyon-SRAM Racing     | + 12 s     |
| 9e | Lonneke Uneken       | Pays-Bas    | SD Worx                | + 12 s     |
| 10e | Karol-Ann Canuel     | Canada      | SD Worx                | + 12 s     |

### 1reétape
Lors de l'avant-dernier tour, Kelly Van den Steen, Mischa Bredewold et Quinty Ton sortent du peloton. Leur avance atteint les quarante secondes. Elles se disputent la victoire au sprint et Mischa Bredewold se montre la plus rapide. Elle s'empare de la tête du classement général. 
| \| Classement de l'étape \| Classement de l'étape \| Classement de l'étape \| Classement de l'étape \| Classement de l'étape \| \| Coureuse \| Coureuse \| Pays \| Équipe \| Temps \| \| --------------------- \| --------------------- \| --------------------- \| ------------------------ \| --------------------- \| \| 1re \| Mischa Bredewold \| Pays-Bas \| Parkhotel Valkenburg \| 2 h 39 min 06 s \| \| 2e \| Quinty Ton \| Pays-Bas \| GT Krush Tunap \| + 0 s \| \| 3e \| Kelly Van den Steen \| Belgique \| Bingoal-Chevalmeire \| + 0 s \| \| 4e \| Lonneke Uneken \| Pays-Bas \| SD Worx \| + 9 s \| \| 5e \| Anna Henderson \| Royaume-Uni \| Jumbo-Visma Women Team \| + 9 s \| \| 6e \| Barbara Guarischi \| Italie \| Movistar Team \| + 9 s \| \| 7e \| Amber van der Hulst \| Pays-Bas \| Parkhotel Valkenburg \| + 9 s \| \| 8e \| Martina Fidanza \| Italie \| Isolmant-Premac-Vittoria \| + 9 s \| \| 9e \| Lisa Klein \| Allemagne \| Canyon-SRAM Racing \| + 9 s \| \| 10e \| Femke Markus \| Pays-Bas \| Parkhotel Valkenburg \| + 9 s \| |                     |             |                          |                 |
| |                     |             |                          |                 |
| Source : ProCyclingStats |                     |             |                          |                 |
| Classement de l'étape |                     |             |                          |                 |
| Coureuse | Coureuse            | Pays        | Équipe                   | Temps           |
| 1re | Mischa Bredewold    | Pays-Bas    | Parkhotel Valkenburg     | 2 h 39 min 06 s |
| 2e | Quinty Ton          | Pays-Bas    | GT Krush Tunap           | + 0 s           |
| 3e | Kelly Van den Steen | Belgique    | Bingoal-Chevalmeire      | + 0 s           |
| 4e | Lonneke Uneken      | Pays-Bas    | SD Worx                  | + 9 s           |
| 5e | Anna Henderson      | Royaume-Uni | Jumbo-Visma Women Team   | + 9 s           |
| 6e | Barbara Guarischi   | Italie      | Movistar Team            | + 9 s           |
| 7e | Amber van der Hulst | Pays-Bas    | Parkhotel Valkenburg     | + 9 s           |
| 8e | Martina Fidanza     | Italie      | Isolmant-Premac-Vittoria | + 9 s           |
| 9e | Lisa Klein          | Allemagne   | Canyon-SRAM Racing       | + 9 s           |
| 10e | Femke Markus        | Pays-Bas    | Parkhotel Valkenburg     | + 9 s           |

| \| Classement général \| Classement général \| Classement général \| Classement général \| Classement général \| \| Coureuse \| Coureuse \| Pays \| Équipe \| Temps \| \| ------------------ \| ------------------- \| ------------------ \| ----------------------- \| ------------------ \| \| 1re \| Mischa Bredewold \| Pays-Bas \| Parkhotel Valkenburg \| 2 h 44 min 22 s \| \| 2e \| Lisa Klein \| Allemagne \| Canyon-SRAM Racing \| + 2 s \| \| 3e \| Anna Henderson \| Royaume-Uni \| Jumbo-Visma Women Team \| + 4 s \| \| 4e \| Elisa Balsamo \| Italie \| Valcar-Travel & Service \| + 11 s \| \| 5e \| Hannah Ludwig \| Allemagne \| Canyon-SRAM Racing \| + 12 s \| \| 6e \| Mieke Kröger \| Allemagne \| Coop-Hitec Products \| + 13 s \| \| 7e \| Lonneke Uneken \| Pays-Bas \| SD Worx \| + 14 s \| \| 8e \| Amber van der Hulst \| Pays-Bas \| Parkhotel Valkenburg \| + 15 s \| \| 9e \| Lieke Nooijen \| Pays-Bas \| Parkhotel Valkenburg \| + 15 s \| \| 10e \| Alice Barnes \| Royaume-Uni \| Canyon-SRAM Racing \| + 16 s \| |                     |             |                         |                 |
| |                     |             |                         |                 |
| Source : ProCyclingStats |                     |             |                         |                 |
| Classement général |                     |             |                         |                 |
| Coureuse | Coureuse            | Pays        | Équipe                  | Temps           |
| 1re | Mischa Bredewold    | Pays-Bas    | Parkhotel Valkenburg    | 2 h 44 min 22 s |
| 2e | Lisa Klein          | Allemagne   | Canyon-SRAM Racing      | + 2 s           |
| 3e | Anna Henderson      | Royaume-Uni | Jumbo-Visma Women Team  | + 4 s           |
| 4e | Elisa Balsamo       | Italie      | Valcar-Travel & Service | + 11 s          |
| 5e | Hannah Ludwig       | Allemagne   | Canyon-SRAM Racing      | + 12 s          |
| 6e | Mieke Kröger        | Allemagne   | Coop-Hitec Products     | + 13 s          |
| 7e | Lonneke Uneken      | Pays-Bas    | SD Worx                 | + 14 s          |
| 8e | Amber van der Hulst | Pays-Bas    | Parkhotel Valkenburg    | + 15 s          |
| 9e | Lieke Nooijen       | Pays-Bas    | Parkhotel Valkenburg    | + 15 s          |
| 10e | Alice Barnes        | Royaume-Uni | Canyon-SRAM Racing      | + 16 s          |

### 2eétape secteur a
La victoire se joue au sprint. Charlotte Kool s'impose.
| \| Classement de l'étape \| Classement de l'étape \| Classement de l'étape \| Classement de l'étape \| Classement de l'étape \| \| Coureuse \| Coureuse \| Pays \| Équipe \| Temps \| \| --------------------- \| --------------------- \| --------------------- \| --------------------------------- \| --------------------- \| \| 1re \| Charlotte Kool \| Pays-Bas \| NXTG Racing \| 1 h 56 min 21 s \| \| 2e \| Elisa Balsamo \| Italie \| Valcar-Travel & Service \| + 0 s \| \| 3e \| Barbara Guarischi \| Italie \| Movistar Team \| + 0 s \| \| 4e \| Anna Henderson \| Royaume-Uni \| Jumbo-Visma Women Team \| + 0 s \| \| 5e \| Jip van den Bos \| Pays-Bas \| Jumbo-Visma Women Team \| + 0 s \| \| 6e \| Christine Majerus \| Luxembourg \| SD Worx \| + 0 s \| \| 7e \| Kelly Druyts \| Belgique \| Bingoal-Chevalmeire \| + 0 s \| \| 8e \| Lisa Klein \| Allemagne \| Canyon-SRAM Racing \| + 0 s \| \| 9e \| Élodie Le Bail \| France \| Stade Rochelais Charente-Maritime \| + 0 s \| \| 10e \| Amber van der Hulst \| Pays-Bas \| Parkhotel Valkenburg \| + 0 s \| |                     |             |                                   |                 |
| |                     |             |                                   |                 |
| Source : ProCyclingStats |                     |             |                                   |                 |
| Classement de l'étape |                     |             |                                   |                 |
| Coureuse | Coureuse            | Pays        | Équipe                            | Temps           |
| 1re | Charlotte Kool      | Pays-Bas    | NXTG Racing                       | 1 h 56 min 21 s |
| 2e | Elisa Balsamo       | Italie      | Valcar-Travel & Service           | + 0 s           |
| 3e | Barbara Guarischi   | Italie      | Movistar Team                     | + 0 s           |
| 4e | Anna Henderson      | Royaume-Uni | Jumbo-Visma Women Team            | + 0 s           |
| 5e | Jip van den Bos     | Pays-Bas    | Jumbo-Visma Women Team            | + 0 s           |
| 6e | Christine Majerus   | Luxembourg  | SD Worx                           | + 0 s           |
| 7e | Kelly Druyts        | Belgique    | Bingoal-Chevalmeire               | + 0 s           |
| 8e | Lisa Klein          | Allemagne   | Canyon-SRAM Racing                | + 0 s           |
| 9e | Élodie Le Bail      | France      | Stade Rochelais Charente-Maritime | + 0 s           |
| 10e | Amber van der Hulst | Pays-Bas    | Parkhotel Valkenburg              | + 0 s           |

| \| Classement général \| Classement général \| Classement général \| Classement général \| Classement général \| \| Coureuse \| Coureuse \| Pays \| Équipe \| Temps \| \| ------------------ \| ------------------- \| ------------------ \| ----------------------- \| ------------------ \| \| 1re \| Mischa Bredewold \| Pays-Bas \| Parkhotel Valkenburg \| 4 h 40 min 43 s \| \| 2e \| Lisa Klein \| Allemagne \| Canyon-SRAM Racing \| + 2 s \| \| 3e \| Anna Henderson \| Royaume-Uni \| Jumbo-Visma Women Team \| + 4 s \| \| 4e \| Elisa Balsamo \| Italie \| Valcar-Travel & Service \| + 4 s \| \| 5e \| Hannah Ludwig \| Allemagne \| Canyon-SRAM Racing \| + 12 s \| \| 6e \| Lonneke Uneken \| Pays-Bas \| SD Worx \| + 12 s \| \| 7e \| Mieke Kröger \| Allemagne \| Coop-Hitec Products \| + 13 s \| \| 8e \| Barbara Guarischi \| Italie \| Movistar Team \| + 15 s \| \| 9e \| Amber van der Hulst \| Pays-Bas \| Parkhotel Valkenburg \| + 15 s \| \| 10e \| Lieke Nooijen \| Pays-Bas \| Parkhotel Valkenburg \| + 15 s \| |                     |             |                         |                 |
| |                     |             |                         |                 |
| Source : ProCyclingStats |                     |             |                         |                 |
| Classement général |                     |             |                         |                 |
| Coureuse | Coureuse            | Pays        | Équipe                  | Temps           |
| 1re | Mischa Bredewold    | Pays-Bas    | Parkhotel Valkenburg    | 4 h 40 min 43 s |
| 2e | Lisa Klein          | Allemagne   | Canyon-SRAM Racing      | + 2 s           |
| 3e | Anna Henderson      | Royaume-Uni | Jumbo-Visma Women Team  | + 4 s           |
| 4e | Elisa Balsamo       | Italie      | Valcar-Travel & Service | + 4 s           |
| 5e | Hannah Ludwig       | Allemagne   | Canyon-SRAM Racing      | + 12 s          |
| 6e | Lonneke Uneken      | Pays-Bas    | SD Worx                 | + 12 s          |
| 7e | Mieke Kröger        | Allemagne   | Coop-Hitec Products     | + 13 s          |
| 8e | Barbara Guarischi   | Italie      | Movistar Team           | + 15 s          |
| 9e | Amber van der Hulst | Pays-Bas    | Parkhotel Valkenburg    | + 15 s          |
| 10e | Lieke Nooijen       | Pays-Bas    | Parkhotel Valkenburg    | + 15 s          |

### 2eétape secteur b
Lisa Klein remporte le contre-la-montre et reprend la tête du classement général.
| \| Classement de l'étape \| Classement de l'étape \| Classement de l'étape \| Classement de l'étape \| Classement de l'étape \| \| Coureuse \| Coureuse \| Pays \| Équipe \| Temps \| \| --------------------- \| --------------------- \| --------------------- \| ----------------------- \| --------------------- \| \| 1re \| Lisa Klein \| Allemagne \| Canyon-SRAM Racing \| 9 min 16 s \| \| 2e \| Mieke Kröger \| Allemagne \| Coop-Hitec Products \| + 0 s \| \| 3e \| Hannah Ludwig \| Allemagne \| Canyon-SRAM Racing \| + 12 s \| \| 4e \| Anna Henderson \| Royaume-Uni \| Jumbo-Visma Women Team \| + 13 s \| \| 5e \| Karol-Ann Canuel \| Canada \| SD Worx \| + 13 s \| \| 6e \| Lieke Nooijen \| Pays-Bas \| Parkhotel Valkenburg \| + 19 s \| \| 7e \| Katarzyna Niewiadoma \| Pologne \| Canyon-SRAM Racing \| + 24 s \| \| 8e \| Vittoria Guazzini \| Italie \| Valcar-Travel & Service \| + 25 s \| \| 9e \| Mischa Bredewold \| Pays-Bas \| Parkhotel Valkenburg \| + 25 s \| \| 10e \| Alice Barnes \| Royaume-Uni \| Canyon-SRAM Racing \| + 26 s \| |                      |             |                         |            |
| |                      |             |                         |            |
| Source : ProCyclingStats |                      |             |                         |            |
| Classement de l'étape |                      |             |                         |            |
| Coureuse | Coureuse             | Pays        | Équipe                  | Temps      |
| 1re | Lisa Klein           | Allemagne   | Canyon-SRAM Racing      | 9 min 16 s |
| 2e | Mieke Kröger         | Allemagne   | Coop-Hitec Products     | + 0 s      |
| 3e | Hannah Ludwig        | Allemagne   | Canyon-SRAM Racing      | + 12 s     |
| 4e | Anna Henderson       | Royaume-Uni | Jumbo-Visma Women Team  | + 13 s     |
| 5e | Karol-Ann Canuel     | Canada      | SD Worx                 | + 13 s     |
| 6e | Lieke Nooijen        | Pays-Bas    | Parkhotel Valkenburg    | + 19 s     |
| 7e | Katarzyna Niewiadoma | Pologne     | Canyon-SRAM Racing      | + 24 s     |
| 8e | Vittoria Guazzini    | Italie      | Valcar-Travel & Service | + 25 s     |
| 9e | Mischa Bredewold     | Pays-Bas    | Parkhotel Valkenburg    | + 25 s     |
| 10e | Alice Barnes         | Royaume-Uni | Canyon-SRAM Racing      | + 26 s     |

| \| Classement général \| Classement général \| Classement général \| Classement général \| Classement général \| \| Coureuse \| Coureuse \| Pays \| Équipe \| Temps \| \| ------------------ \| -------------------- \| ------------------ \| ----------------------- \| ------------------ \| \| 1re \| Lisa Klein \| Allemagne \| Canyon-SRAM Racing \| 3 h 02 min 56 s \| \| 2e \| Mieke Kröger \| Allemagne \| Coop-Hitec Products \| + 11 s \| \| 3e \| Anna Henderson \| Royaume-Uni \| Jumbo-Visma Women Team \| + 15 s \| \| 4e \| Hannah Ludwig \| Allemagne \| Canyon-SRAM Racing \| + 22 s \| \| 5e \| Mischa Bredewold \| Pays-Bas \| Parkhotel Valkenburg \| + 23 s \| \| 6e \| Karol-Ann Canuel \| Canada \| SD Worx \| + 27 s \| \| 7e \| Lieke Nooijen \| Pays-Bas \| Parkhotel Valkenburg \| + 32 s \| \| 8e \| Katarzyna Niewiadoma \| Pologne \| Canyon-SRAM Racing \| + 38 s \| \| 9e \| Elisa Balsamo \| Italie \| Valcar-Travel & Service \| + 38 s \| \| 10e \| Alice Barnes \| Royaume-Uni \| Canyon-SRAM Racing \| + 40 s \| |                      |             |                         |                 |
| |                      |             |                         |                 |
| Source : ProCyclingStats |                      |             |                         |                 |
| Classement général |                      |             |                         |                 |
| Coureuse | Coureuse             | Pays        | Équipe                  | Temps           |
| 1re | Lisa Klein           | Allemagne   | Canyon-SRAM Racing      | 3 h 02 min 56 s |
| 2e | Mieke Kröger         | Allemagne   | Coop-Hitec Products     | + 11 s          |
| 3e | Anna Henderson       | Royaume-Uni | Jumbo-Visma Women Team  | + 15 s          |
| 4e | Hannah Ludwig        | Allemagne   | Canyon-SRAM Racing      | + 22 s          |
| 5e | Mischa Bredewold     | Pays-Bas    | Parkhotel Valkenburg    | + 23 s          |
| 6e | Karol-Ann Canuel     | Canada      | SD Worx                 | + 27 s          |
| 7e | Lieke Nooijen        | Pays-Bas    | Parkhotel Valkenburg    | + 32 s          |
| 8e | Katarzyna Niewiadoma | Pologne     | Canyon-SRAM Racing      | + 38 s          |
| 9e | Elisa Balsamo        | Italie      | Valcar-Travel & Service | + 38 s          |
| 10e | Alice Barnes         | Royaume-Uni | Canyon-SRAM Racing      | + 40 s          |

Note : Il s'agit du classement général communiqué par l'organisateur. Il contient à l'évidence une erreur.

### 3eétape
Lonneke Uneken gagne le sprint massif.
| \| Classement de l'étape \| Classement de l'étape \| Classement de l'étape \| Classement de l'étape \| Classement de l'étape \| \| Coureuse \| Coureuse \| Pays \| Équipe \| Temps \| \| --------------------- \| --------------------- \| --------------------- \| ---------------------------- \| --------------------- \| \| 1re \| Lonneke Uneken \| Pays-Bas \| SD Worx \| 2 h 51 min 32 s \| \| 2e \| Rachele Barbieri \| Italie \| Italie \| + 0 s \| \| 3e \| Barbara Guarischi \| Italie \| Movistar Team \| + 0 s \| \| 4e \| Jip van den Bos \| Pays-Bas \| Jumbo-Visma Women Team \| + 0 s \| \| 5e \| Amber van der Hulst \| Pays-Bas \| Parkhotel Valkenburg \| + 0 s \| \| 6e \| Alice Barnes \| Royaume-Uni \| Canyon-SRAM Racing \| + 0 s \| \| 7e \| Charlotte Kool \| Pays-Bas \| NXTG Racing \| + 0 s \| \| 8e \| Ellen Mcdermott \| Irlande \| Isorex NoAqua Ladies Cycling \| + 0 s \| \| 9e \| Céline van Houtum \| Pays-Bas \| Multum Accountants \| + 0 s \| \| 10e \| Demi de Jong \| Pays-Bas \| Bingoal-Chevalmeire \| + 0 s \| |                     |             |                              |                 |
| |                     |             |                              |                 |
| Source : ProCyclingStats |                     |             |                              |                 |
| Classement de l'étape |                     |             |                              |                 |
| Coureuse | Coureuse            | Pays        | Équipe                       | Temps           |
| 1re | Lonneke Uneken      | Pays-Bas    | SD Worx                      | 2 h 51 min 32 s |
| 2e | Rachele Barbieri    | Italie      | Italie                       | + 0 s           |
| 3e | Barbara Guarischi   | Italie      | Movistar Team                | + 0 s           |
| 4e | Jip van den Bos     | Pays-Bas    | Jumbo-Visma Women Team       | + 0 s           |
| 5e | Amber van der Hulst | Pays-Bas    | Parkhotel Valkenburg         | + 0 s           |
| 6e | Alice Barnes        | Royaume-Uni | Canyon-SRAM Racing           | + 0 s           |
| 7e | Charlotte Kool      | Pays-Bas    | NXTG Racing                  | + 0 s           |
| 8e | Ellen Mcdermott     | Irlande     | Isorex NoAqua Ladies Cycling | + 0 s           |
| 9e | Céline van Houtum   | Pays-Bas    | Multum Accountants           | + 0 s           |
| 10e | Demi de Jong        | Pays-Bas    | Bingoal-Chevalmeire          | + 0 s           |

## Classements finals

### Classement général final
| \| Classement général \| Classement général \| Classement général \| Classement général \| Classement général \| \| Coureuse \| Coureuse \| Pays \| Équipe \| Temps \| \| ------------------ \| -------------------- \| ------------------ \| ----------------------- \| ------------------ \| \| 1re \| Lisa Klein \| Allemagne \| Canyon-SRAM Racing \| 5 h 54 min 25 s \| \| 2e \| Mieke Kröger \| Allemagne \| Coop-Hitec Products \| + 14 s \| \| 3e \| Anna Henderson \| Royaume-Uni \| Jumbo-Visma Women Team \| + 16 s \| \| 4e \| Mischa Bredewold \| Pays-Bas \| Parkhotel Valkenburg \| + 25 s \| \| 5e \| Karol-Ann Canuel \| Canada \| SD Worx \| + 30 s \| \| 6e \| Hannah Ludwig \| Allemagne \| Canyon-SRAM Racing \| + 34 s \| \| 7e \| Lieke Nooijen \| Pays-Bas \| Parkhotel Valkenburg \| + 35 s \| \| 8e \| Katarzyna Niewiadoma \| Pologne \| Canyon-SRAM Racing \| + 38 s \| \| 9e \| Elisa Balsamo \| Italie \| Valcar-Travel & Service \| + 38 s \| \| 10e \| Lonneke Uneken \| Pays-Bas \| SD Worx \| + 41 s \| |                      |             |                         |                 |
| |                      |             |                         |                 |
| Source : ProCyclingStats |                      |             |                         |                 |
| Classement général |                      |             |                         |                 |
| Coureuse | Coureuse             | Pays        | Équipe                  | Temps           |
| 1re | Lisa Klein           | Allemagne   | Canyon-SRAM Racing      | 5 h 54 min 25 s |
| 2e | Mieke Kröger         | Allemagne   | Coop-Hitec Products     | + 14 s          |
| 3e | Anna Henderson       | Royaume-Uni | Jumbo-Visma Women Team  | + 16 s          |
| 4e | Mischa Bredewold     | Pays-Bas    | Parkhotel Valkenburg    | + 25 s          |
| 5e | Karol-Ann Canuel     | Canada      | SD Worx                 | + 30 s          |
| 6e | Hannah Ludwig        | Allemagne   | Canyon-SRAM Racing      | + 34 s          |
| 7e | Lieke Nooijen        | Pays-Bas    | Parkhotel Valkenburg    | + 35 s          |
| 8e | Katarzyna Niewiadoma | Pologne     | Canyon-SRAM Racing      | + 38 s          |
| 9e | Elisa Balsamo        | Italie      | Valcar-Travel & Service | + 38 s          |
| 10e | Lonneke Uneken       | Pays-Bas    | SD Worx                 | + 41 s          |

### Points UCI
| Position           | 1er | 2e | 3e | 4e | 5e | 6e | 7e | 8e | 9e | 10e | 11e | 12e | 13e à 15e | 16e à 25e |
| Classement général | 125 | 85 | 70 | 60 | 50 | 40 | 35 | 30 | 25 | 20  | 15  | 10  | 5         | 3         |
| Par étape          | 16  | 12 | 8  | 6  | 5  | 4  | 3  | 2  |    |     |     |     |           |           |
| Leader, par étape  | 3   |    |    |    |    |    |    |    |    |     |     |     |           |           |

### Classements annexes

#### Classement par points
| Classement par points | Classement par points | Classement par points | Classement par points   | Classement par points |
| Coureuse              | Coureuse              | Pays                  | Équipe                  | Points                |
| --------------------- | --------------------- | --------------------- | ----------------------- | --------------------- |
| 1re                   | Lonneke Uneken        | Pays-Bas              | SD Worx                 | 30 pts                |
| 2e                    | Barbara Guarischi     | Italie                | Italie                  | 30 pts                |
| 3e                    | Anna Henderson        | Royaume-Uni           | Jumbo-Visma Women Team  | 26 pts                |
| 4e                    | Lisa Klein            | Allemagne             | Canyon-SRAM Racing      | 25 pts                |
| 5e                    | Charlotte Kool        | Pays-Bas              | NXTG Racing             | 24 pts                |
| 6e                    | Mischa Bredewold      | Pays-Bas              | Parkhotel Valkenburg    | 20 pts                |
| 7e                    | Jip van den Bos       | Pays-Bas              | Jumbo-Visma Women Team  | 18 pts                |
| 8e                    | Elisa Balsamo         | Italie                | Valcar-Travel & Service | 15 pts                |
| 9e                    | Quinty Ton            | Pays-Bas              | GT Krush Tunap          | 15 pts                |
| 10e                   | Rachele Barbieri      | Italie                | Italie                  | 15 pts                |

#### Classement de la meilleure jeune
| Classement du meilleur jeune | Classement du meilleur jeune | Classement du meilleur jeune | Classement du meilleur jeune      | Classement du meilleur jeune |
| Coureuse                     | Coureuse                     | Pays                         | Équipe                            | Temps                        |
| ---------------------------- | ---------------------------- | ---------------------------- | --------------------------------- | ---------------------------- |
| 1re                          | Mischa Bredewold             | Pays-Bas                     | Parkhotel Valkenburg              | 5 h 54 min 50 s              |
| 2e                           | Hannah Ludwig                | Allemagne                    | Canyon-SRAM Racing                | + 9 s                        |
| 3e                           | Lieke Nooijen                | Pays-Bas                     | Parkhotel Valkenburg              | + 10 s                       |
| 4e                           | Lonneke Uneken               | Pays-Bas                     | SD Worx                           | + 16 s                       |
| 5e                           | Amber van der Hulst          | Pays-Bas                     | Parkhotel Valkenburg              | + 26 s                       |
| 6e                           | Maëva Squiban                | France                       | Stade Rochelais Charente-Maritime | + 47 s                       |
| 7e                           | Inge van der Heijden         | Pays-Bas                     | Plantur-Pura                      | + 50 s                       |
| 8e                           | Letizia Paternoster          | Italie                       | Trek-Segafredo                    | + 1 min 01 s                 |
| 9e                           | Rosalie Van der Wolf         | Pays-Bas                     | Multum Accountants                | + 1 min 02 s                 |
| 10e                          | Ilse Pluimers                | Pays-Bas                     | NXTG Racing                       | + 1 min 04 s                 |

#### Classement des sprints
| Classement des sprints | Classement des sprints | Classement des sprints | Classement des sprints  | Classement des sprints |
| Coureuse               | Coureuse               | Pays                   | Équipe                  | Points                 |
| ---------------------- | ---------------------- | ---------------------- | ----------------------- | ---------------------- |
| 1re                    | Elisa Balsamo          | Italie                 | Valcar-Travel & Service | 12 pts                 |
| 2e                     | Lisa Klein             | Allemagne              | Canyon-SRAM Racing      | 5 pts                  |
| 3e                     | Anna Henderson         | Royaume-Uni            | Jumbo-Visma Women Team  | 4 pts                  |

## Évolution des classements
| Étape              |                             | Vainqueur _      | Classement général | Classement par points | Meilleure sprinteuse | Meilleure jeune  |
| ------------------ | --------------------------- | ---------------- | ------------------ | --------------------- | -------------------- | ---------------- |
| Prologue           | prologue                    | Lisa Klein       | Lisa Klein         | Lisa Klein            | non attribué         | Hannah Ludwig    |
| 1re étape          | étape de plaine             | Mischa Bredewold | Mischa Bredewold   | Mischa Bredewold      | Elisa Balsamo        | Mischa Bredewold |
| 2e étape (A)       | étape de plaine             | Charlotte Kool   | Mischa Bredewold   | Anna Henderson        | Elisa Balsamo        | Mischa Bredewold |
| 2e étape (B)       | contre-la-montre individuel | Lisa Klein       | Lisa Klein         | Anna Henderson        | Elisa Balsamo        | Hannah Ludwig    |
| 3e étape           | étape de plaine             | Lonneke Uneken   | Lisa Klein         | Lonneke Uneken        | Elisa Balsamo        | Mischa Bredewold |
| Classements finals | Classements finals          |                  | Lisa Klein         | Lonneke Uneken        | Elisa Balsamo        | Mischa Bredewold |

En addition, il y a un classement de la meilleure Belge, remporté par Ann-Sophie Duyck, et de la meilleure Néerlandaise, remporté par Mischa Bredewold.

## Liste des participantes
| Canyon-SRAM Racing CSR | Canyon-SRAM Racing CSR     | Canyon-SRAM Racing CSR |
| ---------------------- | -------------------------- | ---------------------- |
| Num                    | Coureuse                   | Pos                    |
| 1                      | Lisa Klein (GER)           | 1re                    |
| 2                      | Alice Barnes (GBR)         | 11e                    |
| 3                      | Neve Bradbury (AUS)        | 78e                    |
| 4                      | Ella Harris (NZL)          | 19e                    |
| 5                      | Hannah Ludwig (GER)        | 6e                     |
| 6                      | Katarzyna Niewiadoma (POL) | 8e                     |

| SD Worx SDW | SD Worx SDW                               | SD Worx SDW |
| ----------- | ----------------------------------------- | ----------- |
| Num         | Coureuse                                  | Pos         |
| 11          | Karol-Ann Canuel (CAN)                    | 5e          |
| 13          | Roxane Fournier (FRA)                     | 63e         |
| 14          | Christine Majerus (LUX) (route et chrono) | 16e         |
| 16          | Lonneke Uneken (NED)                      | 10e         |

| Movistar Team MOV | Movistar Team MOV       | Movistar Team MOV |
| ----------------- | ----------------------- | ----------------- |
| Num               | Coureuse                | Pos               |
| 21                | Lourdes Oyarbide (ESP)  | 18e               |
| 22                | Alicia González (ESP)   | 49e               |
| 23                | Barbara Guarischi (ITA) | 27e               |
| 25                | Gloria Rodríguez (ESP)  | 55e               |
| 26                | Alba Teruel (ESP)       | 70e               |

| Jumbo-Visma Women Team TJV | Jumbo-Visma Women Team TJV | Jumbo-Visma Women Team TJV |
| -------------------------- | -------------------------- | -------------------------- |
| Num                        | Coureuse                   | Pos                        |
| 31                         | Anna Henderson (GBR)       | 3e                         |
| 32                         | Romy Kasper (GER)          | 20e                        |
| 33                         | Pernille Mathiesen (DEN)   | 38e                        |
| 34                         | Aafke Soet (NED)           | 41e                        |
| 35                         | Karlijn Swinkels (NED)     | 26e                        |
| 36                         | Jip van den Bos (NED)      | 12e                        |

| Parkhotel Valkenburg PHV | Parkhotel Valkenburg PHV  | Parkhotel Valkenburg PHV |
| ------------------------ | ------------------------- | ------------------------ |
| Num                      | Coureuse                  | Pos                      |
| 41                       | Mischa Bredewold (NED)    | 4e                       |
| 42                       | Belle De Gast (NED)       | AB-3                     |
| 43                       | Femke Markus (NED)        | 17e                      |
| 44                       | Lieke Nooijen (NED)       | 7e                       |
| 45                       | Amber van der Hulst (NED) | 13e                      |
| 46                       | Sofie van Rooijen (NED)   | 40e                      |

| Centre mondial du cyclisme WCC | Centre mondial du cyclisme WCC   | Centre mondial du cyclisme WCC |
| ------------------------------ | -------------------------------- | ------------------------------ |
| Num                            | Coureuse                         | Pos                            |
| 51                             | Fatima Zahra El Hayani (MAR)     | 81e                            |
| 52                             | Frances Janse van Rensburg (RSA) | 34e                            |
| 53                             | Desiet Kidane (ERI)              | AB-3                           |
| 54                             | Anastasiya Kolesava (BLR)        | 48e                            |
| 55                             | Tereza Medvedová (SVK) (route)   | 53e                            |
| 56                             | Magdeleine Vallieres (CAN)       | 91e                            |

| Bingoal-Chevalmeire CCT | Bingoal-Chevalmeire CCT         | Bingoal-Chevalmeire CCT |
| ----------------------- | ------------------------------- | ----------------------- |
| Num                     | Coureuse                        | Pos                     |
| 61                      | Demi de Jong (NED)              | 66e                     |
| 62                      | Kelly Van den Steen (BEL)       | 46e                     |
| 63                      | Kelly Druyts (BEL)              | 89e                     |
| 64                      | Natalie van Gogh (NED)          | 15e                     |
| 65                      | Rotem Gafinovitz (ISR) (chrono) | 35e                     |
| 66                      | Rossella Ratto (ITA)            | 72e                     |

| Stade Rochelais Charente-Maritime CMW | Stade Rochelais Charente-Maritime CMW | Stade Rochelais Charente-Maritime CMW |
| ------------------------------------- | ------------------------------------- | ------------------------------------- |
| Num                                   | Coureuse                              | Pos                                   |
| 71                                    | Noémie Abgrall (FRA)                  | AB-3                                  |
| 72                                    | India Grangier (FRA)                  | AB-3                                  |
| 73                                    | Élodie Le Bail (FRA)                  | AB-3                                  |
| 74                                    | Arianna Pruisscher (NED)              | NP-2b                                 |
| 75                                    | Noemi Rüegg (SUI)                     | 43e                                   |
| 76                                    | Maëva Squiban (FRA)                   | 21e                                   |

| Doltcini-Van Eyck-Proximus DVE | Doltcini-Van Eyck-Proximus DVE      | Doltcini-Van Eyck-Proximus DVE |
| ------------------------------ | ----------------------------------- | ------------------------------ |
| Num                            | Coureuse                            | Pos                            |
| 81                             | Minke Bakker (NED)                  | 83e                            |
| 82                             | Noa Jansen (NED)                    | AB-3                           |
| 83                             | Christina Schweinberger (AUT)       | 29e                            |
| 84                             | Kathrin Schweinberger (AUT) (route) | 42e                            |
| 85                             | Mieke Docx (BEL)                    | 56e                            |
| 86                             | Jade Lenaers (BEL)                  | AB-3                           |

| NXTG Racing NXG | NXTG Racing NXG       | NXTG Racing NXG |
| --------------- | --------------------- | --------------- |
| Num             | Coureuse              | Pos             |
| 91              | Julia Borgström (SWE) | 37e             |
| 92              | Britt Knaven (BEL)    | AB-1            |
| 93              | Charlotte Kool (NED)  | 33e             |
| 94              | Ilse Pluimers (NED)   | 32e             |
| 96              | Emily Wadsworth (GBR) | 44e             |

| Lviv Cycling Team LCW | Lviv Cycling Team LCW     | Lviv Cycling Team LCW |
| --------------------- | ------------------------- | --------------------- |
| Num                   | Coureuse                  | Pos                   |
| 111                   | Sarah Borremans (BEL)     | AB-3                  |
| 112                   | Sophie Enever (GBR)       | 75e                   |
| 113                   | Margarita Lopez (ESP)     | 67e                   |
| 114                   | Bronwyn Macgregor (NZL)   | 73e                   |
| 115                   | Fiona Turnbull (GBR)      | AB-3                  |
| 116                   | Gloria Van Mechelen (BEL) | AB-1                  |

| Bepink BPK | Bepink BPK                    | Bepink BPK |
| ---------- | ----------------------------- | ---------- |
| Num        | Coureuse                      | Pos        |
| 121        | Vania Canvelli (ITA)          | 92e        |
| 122        | Henrietta Christie (NZL)      | 47e        |
| 123        | Lara Crestanello (ITA)        | AB-3       |
| 124        | Marketa Hajkova (CZE)         | 100e       |
| 125        | Nora Jenčušová (SVK) (chrono) | 68e        |
| 126        | Prisca Savi (ITA)             | AB-3       |

| Plantur-Pura ___ | Plantur-Pura ___           | Plantur-Pura ___ |
| ---------------- | -------------------------- | ---------------- |
| Num              | Coureuse                   | Pos              |
| 131              | Sanne Cant (BEL)           | 30e              |
| 132              | Manon Bakker (NED)         | AB-3             |
| 133              | Yara Kastelijn (NED)       | 22e              |
| 134              | Marthe Truyen (BEL)        | 59e              |
| 135              | Aniek van Alphen (NED)     | 65e              |
| 136              | Inge van der Heijden (NED) | 23e              |

| Multum Accountants MUL | Multum Accountants MUL     | Multum Accountants MUL |
| ---------------------- | -------------------------- | ---------------------- |
| Num                    | Coureuse                   | Pos                    |
| 141                    | Marijke de Smedt (BEL)     | 45e                    |
| 142                    | Eefje Brandt (BEL)         | AB-1                   |
| 143                    | Fien Delbaere (BEL)        | 74e                    |
| 144                    | Ann-Sophie Duyck (BEL)     | 14e                    |
| 145                    | Céline van Houtum (NED)    | 84e                    |
| 146                    | Rosalie Van der Wolf (NED) | 31e                    |

| Coop-Hitec Products HPU | Coop-Hitec Products HPU        | Coop-Hitec Products HPU |
| ----------------------- | ------------------------------ | ----------------------- |
| Num                     | Coureuse                       | Pos                     |
| 151                     | Emma Boogaard (NED)            | 101e                    |
| 152                     | Pernille Larsen Feldmann (NOR) | 97e                     |
| 153                     | Martine Gjøs (NOR)             | 94e                     |
| 154                     | Ane Iversen (NOR)              | AB-3                    |
| 155                     | Mieke Kröger (GER)             | 2e                      |
| 156                     | Nora Tveit (NOR)               | 79e                     |

| GT Krush Tunap BPC | GT Krush Tunap BPC       | GT Krush Tunap BPC |
| ------------------ | ------------------------ | ------------------ |
| Num                | Coureuse                 | Pos                |
| 161                | Henrietta Colborne (GBR) | 62e                |
| 162                | Melanie Klement (NED)    | AB-3               |
| 163                | Clara Lundmark (SWE)     | NP-2b              |
| 164                | Quinty Ton (NED)         | 36e                |
| 165                | Melissa van Neck (CZE)   | AB-1               |
| 166                | Nienke Wasmus (NED)      | 69e                |

| Rupelcleaning-Champion lubricants RUP | Rupelcleaning-Champion lubricants RUP | Rupelcleaning-Champion lubricants RUP |
| ------------------------------------- | ------------------------------------- | ------------------------------------- |
| Num                                   | Coureuse                              | Pos                                   |
| 171                                   | Antonia Gröndahl (FIN) (route)        | 64e                                   |
| 172                                   | Anna Kay (GBR)                        | 60e                                   |
| 173                                   | Ditte Lenseclaes (BEL)                | AB-1                                  |
| 174                                   | Lucy Mayrhofer (GER)                  | NP-2b                                 |
| 175                                   | Marion Norbert-Riberolle (BEL)        | 96e                                   |
| 176                                   | Sara Van de Vel (BEL)                 | 24e                                   |

| Memorial Santos-Saddledrunk ___ | Memorial Santos-Saddledrunk ___ | Memorial Santos-Saddledrunk ___ |
| ------------------------------- | ------------------------------- | ------------------------------- |
| Num                             | Coureuse                        | Pos                             |
| 181                             | Lea Waldhoff (GER)              | AB-1                            |
| 182                             | Thayna Araujo Lima (BRA)        | AB-3                            |
| 183                             | Sharon Dommanschet (NED)        | 86e                             |
| 185                             | Minna-Maria Kangas (FIN)        | NP-2b                           |
| 186                             | Anna van Wersch (NED)           | 71e                             |

| Italie ITA | Italie ITA          | Italie ITA |
| ---------- | ------------------- | ---------- |
| Num        | Coureuse            | Pos        |
| 191        | Martina Alzini      | 25e        |
| 192        | Elisa Balsamo       | 9e         |
| 193        | Rachele Barbieri    | 39e        |
| 194        | Martina Fidanza     | 99e        |
| 195        | Vittoria Guazzini   | 57e        |
| 196        | Letizia Paternoster | 28e        |

| Pauwels Sauzen-Bingoal PSB | Pauwels Sauzen-Bingoal PSB | Pauwels Sauzen-Bingoal PSB |
| -------------------------- | -------------------------- | -------------------------- |
| Num                        | Coureuse                   | Pos                        |
| 201                        | Julie Brouwers (BEL)       | AB-3                       |
| 202                        | Maud Kaptheijns (NED)      | 93e                        |
| 203                        | Fem van Empel (NED)        | 54e                        |
| 204                        | Ellen Van Loy (BEL)        | 50e                        |
| 205                        | Laura Verdonschot (BEL)    | 82e                        |
| 206                        | Suzanne Verhoeven (BEL)    | 80e                        |

| Isorex NoAqua Ladies Cycling DDG | Isorex NoAqua Ladies Cycling DDG | Isorex NoAqua Ladies Cycling DDG |
| -------------------------------- | -------------------------------- | -------------------------------- |
| Num                              | Coureuse                         | Pos                              |
| 211                              | Cato Cassiers (BEL)              | 76e                              |
| 212                              | Silke D'Hont (BEL)               | 98e                              |
| 213                              | Josie Nelson (GBR)               | 51e                              |
| 214                              | Trine Holmsgaard                 | NP-2b                            |
| 215                              | Hanna Theys (BEL)                | 77e                              |
| 216                              | Ellen Mcdermott (IRL)            | 90e                              |

| Proximus-Alphamotorhomes ___ | Proximus-Alphamotorhomes ___ | Proximus-Alphamotorhomes ___ |
| ---------------------------- | ---------------------------- | ---------------------------- |
| Num                          | Coureuse                     | Pos                          |
| 221                          | Mascha Mulder (NED)          | AB-3                         |
| 222                          | Tessa Zwaenepoel (BEL)       | AB-3                         |

| Sans équipe ___ | Sans équipe ___     | Sans équipe ___ |
| --------------- | ------------------- | --------------- |
| Num             | Coureuse            | Pos             |
| 223             | Alicia Franck (BEL) | 87e             |

| Proximus-Alphamotorhomes ___ | Proximus-Alphamotorhomes ___ | Proximus-Alphamotorhomes ___ |
| ---------------------------- | ---------------------------- | ---------------------------- |
| Num                          | Coureuse                     | Pos                          |
| 224                          | Lindy van Anrooij (NED)      | AB-3                         |
| 225                          | Susanne Meistrok (NED)       | 61e                          |
| 226                          | Jinse Peeters (BEL)          | AB-3                         |

| Keukens Redant ___ | Keukens Redant ___          | Keukens Redant ___ |
| ------------------ | --------------------------- | ------------------ |
| Num                | Coureuse                    | Pos                |
| 231                | Imogen Cotter (IRL)         | 85e                |
| 233                | Lensy Debboudt (BEL)        | 88e                |
| 234                | Brenda Goessens (BEL)       | AB-3               |
| 235                | Dana Rožlapa (LAT) (chrono) | 58e                |
| 236                | Quinty van de Guchte (NED)  | 52e                |

| S-bikes Bodhi ___ | S-bikes Bodhi ___      | S-bikes Bodhi ___ |
| ----------------- | ---------------------- | ----------------- |
| Num               | Coureuse               | Pos               |
| 241               | Elena Debouck (BEL)    | AB-3              |
| 242               | Desiree Liegeois (NED) | AB-3              |
| 244               | Laura Vainionpää (FIN) | 95e               |
| 245               | Demi van Dijke (NED)   | AB-3              |

| Canyon-SRAM Racing CSR | Canyon-SRAM Racing CSR     | Canyon-SRAM Racing CSR |
| ---------------------- | -------------------------- | ---------------------- |
| Num                    | Coureuse                   | Pos                    |
| 1                      | Lisa Klein (GER)           | 1re                    |
| 2                      | Alice Barnes (GBR)         | 11e                    |
| 3                      | Neve Bradbury (AUS)        | 78e                    |
| 4                      | Ella Harris (NZL)          | 19e                    |
| 5                      | Hannah Ludwig (GER)        | 6e                     |
| 6                      | Katarzyna Niewiadoma (POL) | 8e                     |

| SD Worx SDW | SD Worx SDW                               | SD Worx SDW |
| ----------- | ----------------------------------------- | ----------- |
| Num         | Coureuse                                  | Pos         |
| 11          | Karol-Ann Canuel (CAN)                    | 5e          |
| 13          | Roxane Fournier (FRA)                     | 63e         |
| 14          | Christine Majerus (LUX) (route et chrono) | 16e         |
| 16          | Lonneke Uneken (NED)                      | 10e         |

| Movistar Team MOV | Movistar Team MOV       | Movistar Team MOV |
| ----------------- | ----------------------- | ----------------- |
| Num               | Coureuse                | Pos               |
| 21                | Lourdes Oyarbide (ESP)  | 18e               |
| 22                | Alicia González (ESP)   | 49e               |
| 23                | Barbara Guarischi (ITA) | 27e               |
| 25                | Gloria Rodríguez (ESP)  | 55e               |
| 26                | Alba Teruel (ESP)       | 70e               |

| Jumbo-Visma Women Team TJV | Jumbo-Visma Women Team TJV | Jumbo-Visma Women Team TJV |
| -------------------------- | -------------------------- | -------------------------- |
| Num                        | Coureuse                   | Pos                        |
| 31                         | Anna Henderson (GBR)       | 3e                         |
| 32                         | Romy Kasper (GER)          | 20e                        |
| 33                         | Pernille Mathiesen (DEN)   | 38e                        |
| 34                         | Aafke Soet (NED)           | 41e                        |
| 35                         | Karlijn Swinkels (NED)     | 26e                        |
| 36                         | Jip van den Bos (NED)      | 12e                        |

| Parkhotel Valkenburg PHV | Parkhotel Valkenburg PHV  | Parkhotel Valkenburg PHV |
| ------------------------ | ------------------------- | ------------------------ |
| Num                      | Coureuse                  | Pos                      |
| 41                       | Mischa Bredewold (NED)    | 4e                       |
| 42                       | Belle De Gast (NED)       | AB-3                     |
| 43                       | Femke Markus (NED)        | 17e                      |
| 44                       | Lieke Nooijen (NED)       | 7e                       |
| 45                       | Amber van der Hulst (NED) | 13e                      |
| 46                       | Sofie van Rooijen (NED)   | 40e                      |

| Centre mondial du cyclisme WCC | Centre mondial du cyclisme WCC   | Centre mondial du cyclisme WCC |
| ------------------------------ | -------------------------------- | ------------------------------ |
| Num                            | Coureuse                         | Pos                            |
| 51                             | Fatima Zahra El Hayani (MAR)     | 81e                            |
| 52                             | Frances Janse van Rensburg (RSA) | 34e                            |
| 53                             | Desiet Kidane (ERI)              | AB-3                           |
| 54                             | Anastasiya Kolesava (BLR)        | 48e                            |
| 55                             | Tereza Medvedová (SVK) (route)   | 53e                            |
| 56                             | Magdeleine Vallieres (CAN)       | 91e                            |

| Bingoal-Chevalmeire CCT | Bingoal-Chevalmeire CCT         | Bingoal-Chevalmeire CCT |
| ----------------------- | ------------------------------- | ----------------------- |
| Num                     | Coureuse                        | Pos                     |
| 61                      | Demi de Jong (NED)              | 66e                     |
| 62                      | Kelly Van den Steen (BEL)       | 46e                     |
| 63                      | Kelly Druyts (BEL)              | 89e                     |
| 64                      | Natalie van Gogh (NED)          | 15e                     |
| 65                      | Rotem Gafinovitz (ISR) (chrono) | 35e                     |
| 66                      | Rossella Ratto (ITA)            | 72e                     |

| Stade Rochelais Charente-Maritime CMW | Stade Rochelais Charente-Maritime CMW | Stade Rochelais Charente-Maritime CMW |
| ------------------------------------- | ------------------------------------- | ------------------------------------- |
| Num                                   | Coureuse                              | Pos                                   |
| 71                                    | Noémie Abgrall (FRA)                  | AB-3                                  |
| 72                                    | India Grangier (FRA)                  | AB-3                                  |
| 73                                    | Élodie Le Bail (FRA)                  | AB-3                                  |
| 74                                    | Arianna Pruisscher (NED)              | NP-2b                                 |
| 75                                    | Noemi Rüegg (SUI)                     | 43e                                   |
| 76                                    | Maëva Squiban (FRA)                   | 21e                                   |

| Doltcini-Van Eyck-Proximus DVE | Doltcini-Van Eyck-Proximus DVE      | Doltcini-Van Eyck-Proximus DVE |
| ------------------------------ | ----------------------------------- | ------------------------------ |
| Num                            | Coureuse                            | Pos                            |
| 81                             | Minke Bakker (NED)                  | 83e                            |
| 82                             | Noa Jansen (NED)                    | AB-3                           |
| 83                             | Christina Schweinberger (AUT)       | 29e                            |
| 84                             | Kathrin Schweinberger (AUT) (route) | 42e                            |
| 85                             | Mieke Docx (BEL)                    | 56e                            |
| 86                             | Jade Lenaers (BEL)                  | AB-3                           |

| NXTG Racing NXG | NXTG Racing NXG       | NXTG Racing NXG |
| --------------- | --------------------- | --------------- |
| Num             | Coureuse              | Pos             |
| 91              | Julia Borgström (SWE) | 37e             |
| 92              | Britt Knaven (BEL)    | AB-1            |
| 93              | Charlotte Kool (NED)  | 33e             |
| 94              | Ilse Pluimers (NED)   | 32e             |
| 96              | Emily Wadsworth (GBR) | 44e             |

| Lviv Cycling Team LCW | Lviv Cycling Team LCW     | Lviv Cycling Team LCW |
| --------------------- | ------------------------- | --------------------- |
| Num                   | Coureuse                  | Pos                   |
| 111                   | Sarah Borremans (BEL)     | AB-3                  |
| 112                   | Sophie Enever (GBR)       | 75e                   |
| 113                   | Margarita Lopez (ESP)     | 67e                   |
| 114                   | Bronwyn Macgregor (NZL)   | 73e                   |
| 115                   | Fiona Turnbull (GBR)      | AB-3                  |
| 116                   | Gloria Van Mechelen (BEL) | AB-1                  |

| Bepink BPK | Bepink BPK                    | Bepink BPK |
| ---------- | ----------------------------- | ---------- |
| Num        | Coureuse                      | Pos        |
| 121        | Vania Canvelli (ITA)          | 92e        |
| 122        | Henrietta Christie (NZL)      | 47e        |
| 123        | Lara Crestanello (ITA)        | AB-3       |
| 124        | Marketa Hajkova (CZE)         | 100e       |
| 125        | Nora Jenčušová (SVK) (chrono) | 68e        |
| 126        | Prisca Savi (ITA)             | AB-3       |

| Plantur-Pura ___ | Plantur-Pura ___           | Plantur-Pura ___ |
| ---------------- | -------------------------- | ---------------- |
| Num              | Coureuse                   | Pos              |
| 131              | Sanne Cant (BEL)           | 30e              |
| 132              | Manon Bakker (NED)         | AB-3             |
| 133              | Yara Kastelijn (NED)       | 22e              |
| 134              | Marthe Truyen (BEL)        | 59e              |
| 135              | Aniek van Alphen (NED)     | 65e              |
| 136              | Inge van der Heijden (NED) | 23e              |

| Multum Accountants MUL | Multum Accountants MUL     | Multum Accountants MUL |
| ---------------------- | -------------------------- | ---------------------- |
| Num                    | Coureuse                   | Pos                    |
| 141                    | Marijke de Smedt (BEL)     | 45e                    |
| 142                    | Eefje Brandt (BEL)         | AB-1                   |
| 143                    | Fien Delbaere (BEL)        | 74e                    |
| 144                    | Ann-Sophie Duyck (BEL)     | 14e                    |
| 145                    | Céline van Houtum (NED)    | 84e                    |
| 146                    | Rosalie Van der Wolf (NED) | 31e                    |

| Coop-Hitec Products HPU | Coop-Hitec Products HPU        | Coop-Hitec Products HPU |
| ----------------------- | ------------------------------ | ----------------------- |
| Num                     | Coureuse                       | Pos                     |
| 151                     | Emma Boogaard (NED)            | 101e                    |
| 152                     | Pernille Larsen Feldmann (NOR) | 97e                     |
| 153                     | Martine Gjøs (NOR)             | 94e                     |
| 154                     | Ane Iversen (NOR)              | AB-3                    |
| 155                     | Mieke Kröger (GER)             | 2e                      |
| 156                     | Nora Tveit (NOR)               | 79e                     |

| GT Krush Tunap BPC | GT Krush Tunap BPC       | GT Krush Tunap BPC |
| ------------------ | ------------------------ | ------------------ |
| Num                | Coureuse                 | Pos                |
| 161                | Henrietta Colborne (GBR) | 62e                |
| 162                | Melanie Klement (NED)    | AB-3               |
| 163                | Clara Lundmark (SWE)     | NP-2b              |
| 164                | Quinty Ton (NED)         | 36e                |
| 165                | Melissa van Neck (CZE)   | AB-1               |
| 166                | Nienke Wasmus (NED)      | 69e                |

| Rupelcleaning-Champion lubricants RUP | Rupelcleaning-Champion lubricants RUP | Rupelcleaning-Champion lubricants RUP |
| ------------------------------------- | ------------------------------------- | ------------------------------------- |
| Num                                   | Coureuse                              | Pos                                   |
| 171                                   | Antonia Gröndahl (FIN) (route)        | 64e                                   |
| 172                                   | Anna Kay (GBR)                        | 60e                                   |
| 173                                   | Ditte Lenseclaes (BEL)                | AB-1                                  |
| 174                                   | Lucy Mayrhofer (GER)                  | NP-2b                                 |
| 175                                   | Marion Norbert-Riberolle (BEL)        | 96e                                   |
| 176                                   | Sara Van de Vel (BEL)                 | 24e                                   |

| Memorial Santos-Saddledrunk ___ | Memorial Santos-Saddledrunk ___ | Memorial Santos-Saddledrunk ___ |
| ------------------------------- | ------------------------------- | ------------------------------- |
| Num                             | Coureuse                        | Pos                             |
| 181                             | Lea Waldhoff (GER)              | AB-1                            |
| 182                             | Thayna Araujo Lima (BRA)        | AB-3                            |
| 183                             | Sharon Dommanschet (NED)        | 86e                             |
| 185                             | Minna-Maria Kangas (FIN)        | NP-2b                           |
| 186                             | Anna van Wersch (NED)           | 71e                             |

| Italie ITA | Italie ITA          | Italie ITA |
| ---------- | ------------------- | ---------- |
| Num        | Coureuse            | Pos        |
| 191        | Martina Alzini      | 25e        |
| 192        | Elisa Balsamo       | 9e         |
| 193        | Rachele Barbieri    | 39e        |
| 194        | Martina Fidanza     | 99e        |
| 195        | Vittoria Guazzini   | 57e        |
| 196        | Letizia Paternoster | 28e        |

| Pauwels Sauzen-Bingoal PSB | Pauwels Sauzen-Bingoal PSB | Pauwels Sauzen-Bingoal PSB |
| -------------------------- | -------------------------- | -------------------------- |
| Num                        | Coureuse                   | Pos                        |
| 201                        | Julie Brouwers (BEL)       | AB-3                       |
| 202                        | Maud Kaptheijns (NED)      | 93e                        |
| 203                        | Fem van Empel (NED)        | 54e                        |
| 204                        | Ellen Van Loy (BEL)        | 50e                        |
| 205                        | Laura Verdonschot (BEL)    | 82e                        |
| 206                        | Suzanne Verhoeven (BEL)    | 80e                        |

| Isorex NoAqua Ladies Cycling DDG | Isorex NoAqua Ladies Cycling DDG | Isorex NoAqua Ladies Cycling DDG |
| -------------------------------- | -------------------------------- | -------------------------------- |
| Num                              | Coureuse                         | Pos                              |
| 211                              | Cato Cassiers (BEL)              | 76e                              |
| 212                              | Silke D'Hont (BEL)               | 98e                              |
| 213                              | Josie Nelson (GBR)               | 51e                              |
| 214                              | Trine Holmsgaard                 | NP-2b                            |
| 215                              | Hanna Theys (BEL)                | 77e                              |
| 216                              | Ellen Mcdermott (IRL)            | 90e                              |

| Proximus-Alphamotorhomes ___ | Proximus-Alphamotorhomes ___ | Proximus-Alphamotorhomes ___ |
| ---------------------------- | ---------------------------- | ---------------------------- |
| Num                          | Coureuse                     | Pos                          |
| 221                          | Mascha Mulder (NED)          | AB-3                         |
| 222                          | Tessa Zwaenepoel (BEL)       | AB-3                         |

| Sans équipe ___ | Sans équipe ___     | Sans équipe ___ |
| --------------- | ------------------- | --------------- |
| Num             | Coureuse            | Pos             |
| 223             | Alicia Franck (BEL) | 87e             |

| Proximus-Alphamotorhomes ___ | Proximus-Alphamotorhomes ___ | Proximus-Alphamotorhomes ___ |
| ---------------------------- | ---------------------------- | ---------------------------- |
| Num                          | Coureuse                     | Pos                          |
| 224                          | Lindy van Anrooij (NED)      | AB-3                         |
| 225                          | Susanne Meistrok (NED)       | 61e                          |
| 226                          | Jinse Peeters (BEL)          | AB-3                         |

| Keukens Redant ___ | Keukens Redant ___          | Keukens Redant ___ |
| ------------------ | --------------------------- | ------------------ |
| Num                | Coureuse                    | Pos                |
| 231                | Imogen Cotter (IRL)         | 85e                |
| 233                | Lensy Debboudt (BEL)        | 88e                |
| 234                | Brenda Goessens (BEL)       | AB-3               |
| 235                | Dana Rožlapa (LAT) (chrono) | 58e                |
| 236                | Quinty van de Guchte (NED)  | 52e                |

| S-bikes Bodhi ___ | S-bikes Bodhi ___      | S-bikes Bodhi ___ |
| ----------------- | ---------------------- | ----------------- |
| Num               | Coureuse               | Pos               |
| 241               | Elena Debouck (BEL)    | AB-3              |
| 242               | Desiree Liegeois (NED) | AB-3              |
| 244               | Laura Vainionpää (FIN) | 95e               |
| 245               | Demi van Dijke (NED)   | AB-3              |

## Organisation et règlement

### Comité d'organisation
La course est organisée par l'association GLS Sportadviesbureau basée à Saint-Denis-Westrem. Le directeur de course est Joerie Devreese.

### Règlement de la course

#### Délais
Lors d'une course cycliste, les coureurs sont tenus d'arriver dans un laps de temps imparti à la suite du premier pour pouvoir être classés. Les délais prévus sont de 5 % pour la première étape, 7 % pour l'étape 2 secteur a, 50 % pour le contre-la-montre et 5 % pour la dernière étape. Il n'y a pas de délais pour le prologue. La règle des trois kilomètres s'applique conformément au règlement UCI.

#### Classements et bonifications
Le classement général individuel au temps est calculé par le cumul des temps enregistrés dans chacune des étapes parcourues. Des bonifications et d'éventuelles pénalisations sont incluses dans le calcul du classement. Le coureur qui est premier de ce classement est porteur du maillot bleu. En cas d'égalité au temps, la somme des places obtenues sur chaque étape départage les concurrentes. En cas de nouvelle égalité, la place lors de la dernière étape sert de critère pour décider de la vainqueur.
Des bonifications sont attribuées dans cette épreuve. L'arrivée des étapes donne dix, six et quatre secondes de bonifications aux trois premières. L'arrivée de la demi-étape, deuxième secteur a, attribue six, quatre et deux secondes de bonifications aux trois premières. Par ailleurs, durant la course, il existe des sprints intermédiaires dont les trois premiers sont récompensés respectivement de trois secondes, deux secondes et une seconde.

##### Classement par points
Le maillot rouge, récompense le classement par points. Celui-ci se calcule selon le classement lors des arrivées d'étape.  
Lors d'une arrivée d'étape en ligne, les dix premières se voient accorder des points selon le décompte suivant : 20, 15, 12, 10, 8, 6, 4, 3, 2, 1. Le contre-la-montre et le prologue attribuent les points suivants aux cinq premières : 10, 6, 4, 2 et 1. En cas d'égalité, les coureurs sont prioritairement départagés par le nombre de victoires d'étapes. Si l'égalité persiste, le nombre de victoires à des sprints intermédiaires puis éventuellement la place obtenue au classement général entrent en compte. Pour être classé, un coureur doit avoir terminé la course dans les délais.

##### Classement de la meilleure jeune
Le classement de la meilleure jeune ne concerne qu'une certaine catégorie de coureuses. C'est-à-dire aux coureuses nées après le 1er janvier 1999. Ce classement, basé sur le classement général, attribue au premier un maillot blanc. En cas d'égalité, le temps du contre-la-montre détermine le vainqueur.

##### Classement des rushes
Des sprints intermédiaires durant la course attribuent 3, 2 et 1 point aux trois premières. Il attribue un maillot jaune.

##### Répartition des maillots
Chaque coureuse en tête d'un classement est porteuse du maillot ou du dossard distinctif correspondant. Cependant, dans le cas où une coureuse dominerait plusieurs classements, celle-ci ne porte qu'un seul maillot distinctif, selon une priorité de classements. Le classement général au temps est le classement prioritaire, suivi du classement par points et du classement de la meilleure jeune. Si ce cas de figure se produit, le maillot correspondant au classement annexe de priorité inférieure n'est pas porté par celui qui domine ce classement mais par son deuxième.

#### Primes
Le prologue et les demi-étapes rapportent:
| Position | 1er   | 2e    | 3e    | 4e    | 5e   | 6e   | 7e   | 8e   | 9e   | 10e  |
| Prix     | 220 € | 155 € | 120 € | 110 € | 90 € | 80 € | 80 € | 80 € | 80 € | 80 € |

En sus, les coureuses placées de la 11e à la 15e place gagnent 50 €, celles placées de la 16e à la 20e place gagnent 35 €.
Les étapes en ligne, permettent de remporter les primes suivantes:
| Position | 1er   | 2e    | 3e    | 4e    | 5e    | 6e    | 7e    | 8e   | 9e   | 10e  |
| Prix     | 370 € | 225 € | 155 € | 145 € | 130 € | 115 € | 105 € | 90 € | 90 € | 90 € |

En sus, les coureuses placées de la 11e à la 15e place gagnent 55 €, celles placées de la 16e à la 20e place gagnent 40 €.
Le classement général final attribue les sommes suivantes :
| Position | 1er   | 2e    | 3e    | 4e    | 5e    | 6e    | 7e   | 8e   | 9e   | 10e  |
| Prix     | 300 € | 200 € | 175 € | 125 € | 110 € | 100 € | 90 € | 80 € | 70 € | 60 € |

En sus, les coureuses placées de la 11e à la 15e place gagnent 50 €, celles placées de la 16e à la 20e place gagnent 30 €.

#### Prix
Le classement final par points rapporte 75 € à la vainqueur, le classement de la meilleure jeune, de la meilleure Belge, de la meilleure Néerlandaise et celui des rushes 50 €.

### Partenaires
La Baloise sont partenaires du maillot bleu. La loterie nationale belge Lotto parraine le classement par points. Le classement de la meilleure jeune est parrainé par Traxion. Le classement des rushes est financé par Trade Euro. Le classement de la meilleure Néerlandaise est parrainé par Zeland.com, celui de la meilleure Belge par le ministère des sports flamands.